# Dead Set (Fernsehserie)
Dead Set ist eine britische Horror-Miniserie mit Splatter-Einlagen von Charlie Brooker aus dem Jahr 2008, die fünf Folgen in einer Staffel umfasst. Das postapokalyptische Szenario wurde in Großbritannien am 3. November 2008 mit diversen Extras auf DVD veröffentlicht. Im September 2012 erschien der Fünfteiler unter dem Titel Dead Set – Reality Bites in Deutschland auf DVD und Blu-ray Disc.
Die Fernsehserie behandelt ein abgelegenes Big-Brother-Haus, in dem Crew und Teilnehmer der Fernsehshow existenziell durch aggressive Zombies bedroht werden. Die Miniserie folgt im Allgemeinen den üblichen Konventionen des Zombie-Genres, wenngleich die dargestellten Kreaturen sich rasend schnell bewegen können.
Im September und Oktober 2013 strahlte der Bezahlsender RTL Crime die Serie in deutscher Erstausstrahlung aus.

## Handlung
Ein unbekannter, todbringender Virus löst eine Pandemie aus. Die Infizierten verwandeln sich nach ihrem Ableben in rasende Ungetüme (der Begriff „Zombie“ bleibt unerwähnt), die Menschheit steht vor der totalen Vernichtung.
Während sieben Teilnehmer einer britischen Big-Brother-Staffel in einem abgeschotteten Haus um den Verbleib in der Fernsehshow kämpfen, ist die Crew um Produzent Patrick, der auch Set-Runner Kelly angehört, angespannt. Die wöchentliche Liveübertragung droht wegen „skurriler“ Meldungen auszufallen. Als man schließlich auf Sendung geht, überschlagen sich die Ereignisse. In dem Moment, in dem eine Kandidatin unter großem medialen Interesse aus dem Haus gewählt wird, überrennen Untote unbeobachtet das Produktionsgelände. Das Publikum wird zunächst vereinzelt, später in Massen, gebissen und infiziert. Die Anwesenden werden von den brutalen Ereignissen überrascht, eine Hysterie bricht aus.
Patrick schafft es, dank absoluter Rücksichtslosigkeit zu überleben, indem er Türen hinter sich zuhält oder einem Zombie einen Rollstuhlfahrer zum Fraß vorwirft, um sich dadurch in eine Behindertentoilette zu retten. 
Kelly muss ihren infizierten Kollegen, der sie angreift, töten, schafft es aber zunächst, sich in einem Raum zu verbarrikadieren.
Die Kandidaten haben immer noch keine Ahnung, was außerhalb des Containers vorgeht. Sie halten das Ausbleiben von Kommandos und die Tatsache, dass sich die Kameras nicht mehr bewegen, zunächst für eine „Challenge“ der Produzenten.
Kelly und Patrick verbarrikadieren sich mit den Big-Brother-Teilnehmern im Haus. Derweil bricht das Versorgungs- und Telekommunikationsnetz zusammen. Assistentin Kelly organisiert mit dem Mut der Verzweiflung den nötigen Zusammenhalt. Umgeben von Bestien kämpfen alle ums nackte Überleben. Letztlich zerbricht die Gemeinschaft, der sich noch Kellys Freund Riq anschließt, am Egoismus. Patricks rücksichtsloses Verhalten ist es, was letztlich der ganzen Gruppe zum Verhängnis wird.

## Episodenliste
| Nr. | Deutscher Titel | Originaltitel                        | Erstausstrahlung UK | Deutschsprachige Erstausstrahlung (D) | Regie        | Drehbuch        | Zuschauer (UK) |
| --- | --------------- | ------------------------------------ | ------------------- | ------------------------------------- | ------------ | --------------- | -------------- |
| 1   | —               | Outbreak                             | 27. Okt. 2008       | 22. Sep. 2013                         | Yann Demange | Charlie Brooker | 1,782 Mio.     |
| 2   | —               | Can the Housemates Keep Angel Alive? | 28. Okt. 2008       | 29. Sep. 2013                         | Yann Demange | Charlie Brooker | 1,374 Mio.     |
| 3   | —               | Live Feed                            | 29. Okt. 2008       | 29. Sep. 2013                         | Yann Demange | Charlie Brooker | 1,202 Mio.     |
| 4   | —               | Running                              | 30. Okt. 2008       | 6. Okt. 2013                          | Yann Demange | Charlie Brooker | 1,206 Mio.     |
| 5   | —               | A Way Out                            | 31. Okt. 2008       | 6. Okt. 2013                          | Yann Demange | Charlie Brooker | 705.000        |

## Trivia
- Die Serie wurde von Charlie Brooker kreiert, der sich auch für die Serie Black Mirror verantwortlich zeichnet
- Im Jahr 2020 gab Netflix bekannt, mit Reality Z eine brasilianische Adaption von Dead Set zu veröffentlichen. Die Ausstrahlung begann am 27. Mai 2020.[2]

## Auszeichnungen
British Academy Television Awards
- 2009: Nominierung in der Kategorie Beste Dramaserie für Charlie Brooker, Annabel Jones und Yann Demange